# (31670) 1999 JL7
1999 JL7 (asteroide 31670) é um asteroide da cintura principal. Possui uma excentricidade de 0.00869170 e uma inclinação de 10.66459º.
Este asteroide foi descoberto no dia 8 de maio de 1999 por CSS em Catalina.